# Calorimetric Electron Telescope
Pour les articles homonymes, voir Calet.
Calorimetric Electron Telescope plus connu sous son acronyme CALET est un observatoire spatial développé par le Japon et installé en 2015 à bord de la Station spatiale internationale. Cet instrument analyse les rayons cosmiques et le rayonnement gamma à haute énergie avec comme objectif principal l'identification des éventuelles signatures de la matière noire. 

## Contexte
La matière noire constitue théoriquement environ 24 % de la masse de l'Univers. Son existence, déduite indirectement de l'observation de la vitesse de rotation des galaxies, n'a pas encore pu être directement prouvée (elle n'émet pas de rayonnement) et ses caractéristiques restent inconnues. Une des théories concernant la nature de la matière noire est que celle-ci est constituée de WIMPS (Weakly Interacting Particles). Ces particules auraient la propriété de se dissocier en générant des positrons et des rayons gamma présentant des caractéristiques spécifiques,. 

## Objectifs
L'instrument CALET doit analyser les rayons cosmiques et le rayonnement gamma à haute énergie, en mesurer les propriétés spectrales, localiser leurs sources et tenter de vérifier par ce biais une des théories concernant la matière noire. Les objectifs de l'expérience sont les suivants, :
- Analyser globalement les rayons cosmiques chargés à très haute énergie en particulier déterminer les mécanismes d'accélération des rayons cosmiques primaires, identifier les sources de ces rayons, améliorer notre connaissance des interactions entre les rayons cosmiques primaires et le milieu intergalactique.
- Mesurer avec une grande précision le spectre des électrons présents dans le rayonnement cosmique et ayant une énergie comprise entre 1 GeV et 20 TeV. L'instrument dispose d'une bonne capacité à distinguer les électrons des protons (> 100000). Leur localisation pourrait permettre d'identifier les sources des électrons ayant une énergie proche du TeV. En effet on sait que les électrons dans cette partie du spectre énergétique ne peuvent provenir que de sources relativement proches (moins de 1000 parsecs) et relativement récentes (100 000 ans) car les électrons issus de sources plus lointaines perdent leur énergie. Le nombre de sources d'électrons répondant à cette contrainte est limité (Vela, Monogem, Dentelles du Cygne, etc.). Pour les électrons ayant une énergie inférieure au TeV, l'instrument devrait permettre d'améliorer de manière significative la connaissance de la distribution spectrale et angulaire et éventuellement permettre de préciser la nature des sources.
- Identifier la signature éventuelle des WIMPS, une des particules candidates pour la matière noire, en détectant les caractéristiques des produits de leur décomposition en positrons et rayons gamma. L'instrument pourra également détecter les sous-produits de la particule KK (Kaluza-Klein) résultant d'une théorie alternative.
- Préciser le spectre des rayons cosmiques générés par l'activité solaire,
- Contribuer à la détection et à la mesure des caractéristiques des sursauts gamma assurée principalement par les observatoires spatiaux Swift et Fermi.

## Caractéristiques techniques

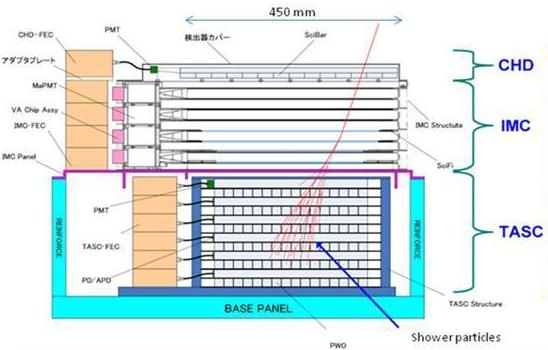
Schéma du détecteur de rayons cosmiques.

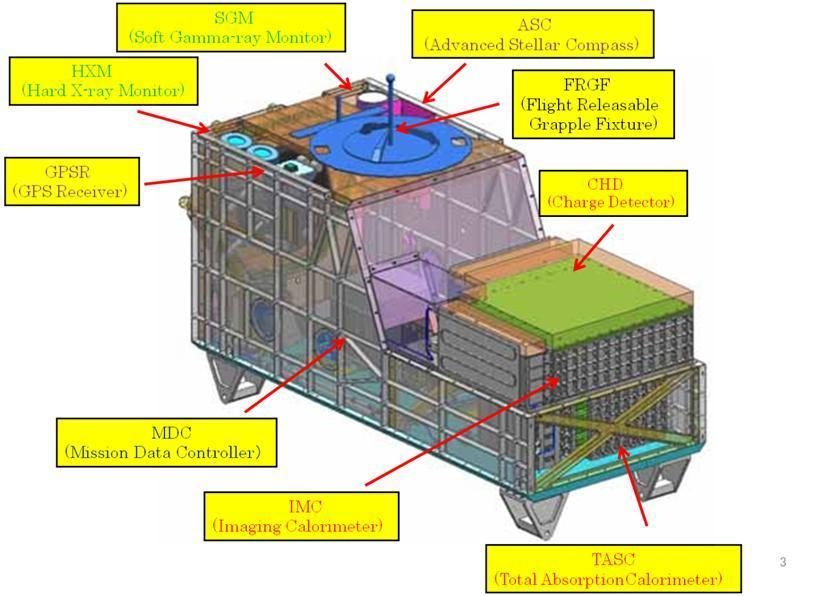
Les différents composants de l'expérience d'astrophysique CALET

CALET  est constitué de l'observatoire de rayons cosmiques proprement dit (CAL),  d'un détecteur de sursauts gamma (CGBM CALET Gamma-Ray Burst Monitor), d'un viseur d'étoiles (ASC Advanced Stellar Compass) pour identifier de manière précise l'orientation des instruments et localiser dans le ciel les sources détectées par les deux instruments et d'un boitier de contrôle. La station spatiale fournit l'énergie électrique, la liaison informatique avec les installations au sol et le circuit  permettant le contrôle thermique de l'instrument. L'instrument a une  masse de 650 kg et une taille de 1;85 x 0,8 x 1 mètre. Il a besoin au maximum de 650 watts et transfère les données avec un débit compris entre 35 et 600 kilobits par seconde. 

### Détecteur de rayons cosmiques
Le détecteur de rayons cosmiques est l'instrument principal de CALET. C'est un bloc cubique de 0,7 mètre de côté dont la taille a dû être réduite par rapport aux spécifications initiales (1,2 x 1,2 mètre) pour rester compatible avec le format standard des palettes utilisées à bord de la station spatiale. Cette modification a réduit la taille du champ observé de 0,7 à 0,12 m².stéradian soit une diminution d'une facteur de 5,8 des événements observés. Néanmoins le prolongement de la durée de l'expérience (5 ans au lieu de 2 ans) a compensé en partie cette réduction. Le détecteur comprend  trois sous-ensembles superposés :
- Le détecteur CHD (Charge Detector) mesure la charge électrique des particules jusqu'à la masse atomique de 40. Il est constitué deux couches constituée chacune de 14 scintillateurs plastique mesurant 45 x 3,2 x 1 cm. Les deux couches s'entrecroisent.
- Le trajectographe IMC (Imaging Calorimeter) détecte l'angle sous lequel arrive la particule (la position de la source dans le ciel) et identifie les particules. Il est constitué de sept feuilles de tungstène absorbantes et de 16 couches de détecteurs chacune composé de 448 scintillateurs en forme de fibre (44,8 x 0,1 x 0,1 cm) avec 1 couche de détecteur placée de manière orthogonale par rapport à la précédente.
- Le calorimètre TASC (Total Absorption Calorimeter) mesure l'énergie des particules.

### Détecteur de sursauts gamma
Le détecteur de sursauts gamma CGBM est permet d'identifier les événements dont l'énergie est comprise entre quelques keV jusqu'à TeV avec une résolution temporelle de 62;5 ms et une résolution spectrale de 3 % à 10 GeV. Il comprend deux composants :
- Le détecteur SGM (Soft Gamma-ray Monitor) analyse le rayonnement 100 à 20000 keV  utilise un scintillateur unique 102 x 76 mm à base de germanate de bismuth
- Le détecteur HXM  (Hard X-ray Monitor) analyse le rayonnement 7 à 1000 keV avec un scintillateur double à base de bromure de lanthane LaBr3 de 66 x 79 cm et de 12,7 mm d'épaisseur.

## Mise en œuvre

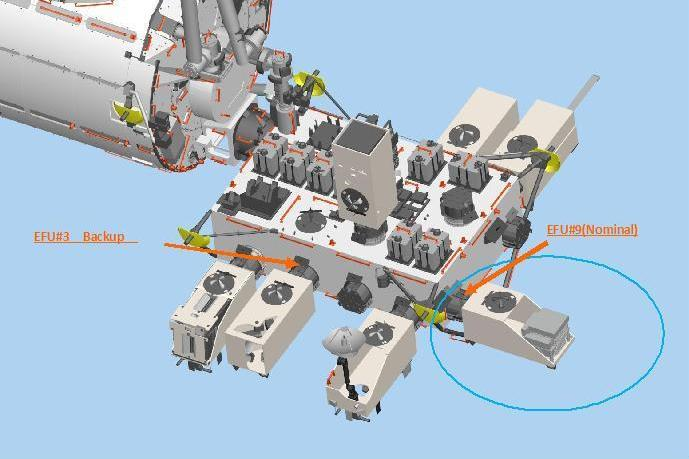
Position de l'expérience CALET sur la plateforme JEM-EF du module japonais Kibo de la Station spatiale internationale

CALET est un projet développé par 22 instituts de recherche japonais placés sous la responsabilité scientifique du laboratoire Torii rattaché à l'Université Waseda, une des principales universités de Tokyo (Japon). Plusieurs laboratoires italiens et américains participent également à la conception de l'instrument. Le développement est supervisé par l'agence spatiale japonaise (JAXA). Le projet est entré en phase de développement en 2010 après avoir été évalué par un comité scientifique japonais chargé de sélectionner les expériences japonaises embarquées à bord du module japonais Kibo de la Station spatiale internationale. Le 19 août 2015 l'instrument est placé en orbite à bord du cargo spatial HTV-5. Cinq jours plus tard il est amarré à la Station spatiale internationale. Le 25 août, l'instrument est transféré à l'aide du bras robotisé japonais JEMRMS depuis la soute externe du cargo spatial jusqu'à la plateforme extérieure du module japonais Kibo (Kibo EF) dédiée aux expériences scientifiques. Il est fixé sur cette plateforme ) l'emplacement 9 face au zénith et les circuits électriques, informatiques et de contrôle thermique sont activés. Le 22 octobre 2015 CALET effectue les premières détections de rayons cosmiques dans une gamme d'énergie de l'ordre du TeV,.